# Newton (Utah)
Pour les articles homonymes, voir Newton.
Newton est une municipalité américaine située dans le comté de Cache en Utah.
Lors du recensement de 2010, sa population est de 789 habitants. La municipalité s'étend alors sur une superficie de 0,79 mille carré (2,05 km2).
Fondée en 1869, Newton est à l'origine une banlieue de Clarkston. Elle prend le nom de New Town (« nouvelle ville ») puis Newton pour se différencier de Clarkston. La localité a donné son nom à une rivière (Newton Creek) et un lac (Newton Reservoir).